# گروه ایسلندایر
گروه ایسلندایر (انگلیسی: Icelandair Group) شرکت هوانوردی ایسلندی است، که در سال ۱۹۳۷ تأسیس شد.